# Persö
Persö este o arie protejată (arie specială de conservare — SAC, sit de importanță comunitară — SCI) din Suedia întinsă pe o suprafață de 9,9 ha, integral pe uscat.

## Localizare
Centrul sitului Persö este situat la coordonatele 58°47′28″N 17°36′13″E / 58.791°N 17.6035°E.

## Înființare
Situl Persö a fost declarat sit de importanță comunitară în decembrie 1998 pentru a proteja 1 specie de animale. Situl a fost protejat și ca arie specială de conservare în martie 2011.

## Biodiversitate
Situată în ecoregiunile boreală și marină baltică, aria protejată conține 3 habitate naturale: Alvar nordic și șisturi calcaroase precambriene, Taiga vestică, Recifuri.
La baza desemnării sitului se află o specie protejată de  nevertebrate: Vertigo angustior.